# Andrés Ocaña
Andrés Ocaña Rabadán (Aguilar de la Frontera, 26 de abril de 1954-Córdoba, 2 de marzo de 2017) fue un político, funcionario y profesor español. Desde 2009 hasta 2011, y tras la dimisión de Rosa Aguilar, ejerció el cargo de alcalde de Córdoba.

## Trayectoria política
Fue miembro del Consejo Local de Izquierda Unida en Córdoba así como miembro del Consejo Provincial. También ha sido, junto a Julio Anguita y Félix Ortega, entre otros, miembro fundador del sindicato USTEA.
Obtuvo su primera acta de concejal en el Ayuntamiento de Córdoba en 1995. Durante esta legislatura, 1995-1999, fue portavoz de IULV- CA en la Diputación de Córdoba. Repitió en las elecciones de 1999 y formó parte del equipo de gobierno municipal de Rosa Aguilar ocupando el Área de Infraestructuras, entre otras responsabilidades.
Entre los años 2003 y 2007 es primer teniente de alcalde y delegado de Urbanismo así como presidente de la Empresa Municipal de Viviendas (Vimcorsa) y de Procórdoba S.A, siendo elegido portavoz municipal del grupo de Izquierda Unida en el Ayuntamiento de Córdoba. Tras las elecciones de 2007, mantiene su acta de concejal, la delegación de Urbanismo y la presidencia de la Gerencia Municipal de Urbanismo y de Procórdoba, siendo nombrado segundo teniente de alcalde. 

### Alcalde de Córdoba
El 7 de mayo de 2009 es elegido alcalde de Córdoba, sustituyendo a Rosa Aguilar, que había renunciado el 23 de abril tras ser nombrada consejera de Obras Públicas de la Junta de Andalucía.
En las elecciones municipales celebradas el 22 de mayo de 2011, y tras los resultados obtenidos por el PP (mayoría absoluta), presentó su renuncia a ser concejal anunciando su retirada de la política institucional.